# 威廉·韦斯特费尔德
威廉·韦斯特费尔德（英語：William Westerfeld，1842年9月12日—1895年2月18日）是居住于美国加利福尼亚州旧金山的德裔面包师及糕点师。他最初迁往美国的目的是学习糕点制售，随后他开了家自己的面包房并因此致富。他最知名的事迹是在旧金山建造了自己的住宅，现为威廉·韦斯特费尔德故居。

## 早年生活
威廉·韦斯特费尔德于1842年出生在不来梅，后于1859年移居至加州旧金山并在其叔叔路易斯·韦斯特费尔德手下工作。他的叔叔是旧金山卡尼街施罗特&韦斯特费尔德面包店的面包师，在此期间他从他叔叔那里学会了糕点制售技术。

## 职业生涯
1860年代，韦斯特费尔德与其合伙人G·T·佩奇开始了自己的糕点生意。后来他成为了著名的面包师及糕点师，经营地点位于旧金山市场街。
1880年12月，韦斯特费尔德当选成为拥有64名成员的“面包师雇主协会”主席，该协会随后发展为永久性组织。
1891年，由于韦斯特费尔德拒绝让面包师在星期天休息，因此面包师第24联盟组织了一场抵制其生意的运动，但部分面包师帮他在《旧金山纪事报》上对此事作出了回应。1892年，韦斯特费尔德的面包店因其要求面包师一周工作七天而再度遭到了抵制。

## 个人生活及逝世
韦斯特费尔德的妻子为保利娜，这对夫妇共育有四名子女，他们分别叫奥托、保罗、埃拉以及瓦拉。
1895年2月18日，在经历了疾病和数次手术的折磨后，韦斯特费尔德于旧金山富尔顿街1198号逝世，其逝世地点现为韦斯特费尔德故居。随后，韦斯特费尔德被安葬于柏树草坪公墓。根据《旧金山呼声报》的说法，韦斯特费尔德“生意非常红火”且“留下了相当可观的遗产”。

## 遗产
韦斯特费尔德逝世后，其遗孀保利娜与其子继续经营其面包店至1906年。韦斯特费尔德因其由亨利·盖尔弗斯设计并建于1889年的意大利式私人住宅而出名，该建筑于1989年被列入国家史迹名录。